# Ioamnet Quintero
Pour les articles homonymes, voir Quintero.
Ioamnet Quintero Alvarez, née le 8 septembre 1972 à La Havane est une athlète cubaine qui pratiquait le saut en hauteur.

## Biographie
Dans les années 1990, la sauteuse en hauteur cubaine la plus connue était Silvia Costa. Pourtant la jeune Ioamnet Quintero remportait le titre aux jeux Panaméricains de 1991. Après les boycotts des Jeux olympiques d'été de 1984 et 1988, les jeux de 1992 étaient une première pour ces deux athlètes. En finale, Costa se contentait de 1,94 m et se classait sixième. Quintero obtenait le bronze avec 1,97 m derrière l'Allemande Heike Henkel et la Roumaine Galina Astafei.
En 1993, Ioamnet Quintero terminait sixième des championnats du monde en salle avec 1,97 m. En août, aux championnats du monde en plein air à Stuttgart, elle devenait championne du monde avec un saut à 1,99 m devant Costa et l'Autrichienne Sigrid Kirchmann. Deux jours plus tard, elle se blessait au tendon d'Achille.
De retour de blessure, elle ne pouvait plus sauter aussi haut qu'en 1993. Elle réussissait néanmoins à remporter le titre aux jeux Panaméricains de 1995. Aux Jeux olympiques d'été de 1996, elle échouait en qualifications. En 1997, elle se classait cinquième des championnats du monde en salle.
En compétition, Ioamnet Quintero pesait 62 kg pour 1,78 m.

## Palmarès

### Jeux olympiques d'été
- Jeux olympiques d'été de 1992 à Barcelone ( Espagne)
  -  Médaille de bronze au saut en hauteur
- Jeux olympiques d'été de 1996 à Atlanta ( États-Unis)
  - éliminée en qualification du saut en hauteur
- Jeux olympiques d'été de 2000 à Sydney ( Australie)
  - éliminée en qualification du saut en hauteur

### Championnats du monde d'athlétisme
- Championnats du monde d'athlétisme de 1993 à Stuttgart ( Allemagne)
  -  Médaille d'or au saut en hauteur
- Championnats du monde d'athlétisme de 1995 à Göteborg ( Suède)
  - éliminée en qualification du saut en hauteur

### Jeux panaméricains
- Jeux Panaméricains de 1991 à La Havane ( Cuba)
  -  Médaille d'or au saut en hauteur
- Jeux Panaméricains de 1995 à Mar del Plata ( Argentine)
  -  Médaille d'or au saut en hauteur

### Coupe du monde des nations d'athlétisme
- Coupe du monde des nations d'athlétisme de 1992 à La Havane ( Cuba)
  - 3e au classement général avec les Amériques
  - 1re au saut en hauteur

### En salle

#### Championnats du monde d'athlétisme en salle
- Championnats du monde d'athlétisme en salle de 1993 à Toronto ( Canada)
  - 6e au saut en hauteur
- Championnats du monde d'athlétisme en salle de 1995 à Barcelone ( Espagne)
  - éliminée en qualification du saut en hauteur
- Championnats du monde d'athlétisme en salle de 1997 à Paris ( France)
  - 5e au saut en hauteur

## Sources
- (de) Cet article est partiellement ou en totalité issu de l’article de Wikipédia en allemand intitulé « Ioamnet Quintero » (voir la liste des auteurs).